# 브리지트 바르도
브리지트 안마리 바르도(프랑스어: Brigitte Anne-marie Bardot, 1934년 9월 28일~)는 프랑스의 배우, 모델, 가수, 동물 보호 운동가이다. 1950년대 후반부터 1960년대까지 상징적인 섹스 심벌중 한 명이었다.
1970년대 은퇴 이후에 동물 권익 보호 운동가로 변신하여 오늘에 이르고 있다. 1990년대에 들어 프랑스사회에서 종종 반이민, 반이슬람, 반동성애 및 인종차별적 언행으로 사회적 논란을 야기시켰다. 장마리 르펜이 당수로 있는 극우 정당 국민전선의 지지자로서 그녀의 남편도 당원이다. 대한민국에서는 개고기 반대로 한국 제품 불매 운동 등을 벌인 것으로 유명하다. 2008년, 무슬림을 공개적으로 비난하는 인종차별적 망언으로 인해 재판에 회부되어 벌금 및 집행 유예를 선고받았다.

## 생애

### 어린 시절
바르도는 1934년 9월 28일 파리 15구에서 루이 바르도(1896–1975)와 안 마리 무셀(1912–1978) 사이에서 태어났다. 바르도의 아버지는 리그니앙바로이스 출신으로, 파리에서 여러 산업 공장을 운영하는 엔지니어였는데 그녀의 어머니는 보험 회사 이사의 딸이었다. 그녀는 아버지와 마찬가지로 보수적인 가톨릭 가정에서 자랐다. 그녀는 어린 시절 약시를 앓았고, 그 결과 왼쪽 눈의 시력이 저하되었는데 그녀에게는 여동생 미야누 바르도가 한 명 있었다.
바르도의 어린 시절은 번창했고, 그녀는 호화로운 16구역에 있는 가족의 침실 7개짜리 아파트에서 살았다. 그러나 그녀는 어린 시절에 분노를 느꼈다고 회상했다. 그녀의 아버지는 그녀에게 올바른 식사 예절을 포함한 엄격한 행동 기준을 따르고 적절한 옷을 입으라고 요구했다. 그녀의 어머니는 그녀를 위해 동반자를 선택하는 데 매우 신중했기 때문에 바르도는 어린 시절 친구가 거의 없었는데 바르도는 그녀와 여동생이 집에서 놀다가 부모님이 좋아하는 꽃병을 깨뜨린 개인적인 충격적인 사건을 예로 들었다. 그녀의 아버지는 여동생들을 20번 채찍질한 후 "낯선 사람"처럼 대하며 부모님에게 공식 대명사 "부스"로 부르라고 요구했다, 프랑스어로 직계 가족 외의 낯선 사람이나 고위직 사람들과 대화할 때 사용되는데 그 사건은 바르도가 부모님을 단호하게 원망하게 만들었고, 그녀의 미래의 반항적인 생활 방식으로 이어졌다.
제2차 세계 대전 동안 파리가 나치 독일에 의해 점령되었을 때, 바르도는 점점 더 엄격해지는 민간인 감시로 인해 집에서 더 많은 시간을 보냈다. 그녀는 음반에 맞춰 춤을 추는 것에 몰두하게 되었고, 어머니는 이를 발레 경력의 잠재력으로 여겼다. 바르도는 7살 때 사립학교인 쿠르스 해터머에 입학했다. 그녀는 일주일에 3번 학교에 다녔고, 어머니의 주선으로 지역 스튜디오에서 춤 수업을 들을 충분한 시간을 가졌는데 1949년 바르도는 파리 음악원에 입학했다. 그녀는 러시아 안무가 보리스 크냐제프가 주최한 발레 수업에 3년 동안 참석했다. 그녀는 또한 집 근처에 있는 사립 가톨릭 고등학교인 인스티튜트 드 라 투르에서 공부했다.
잡지 Elle and Le Jardin des Modes의 디렉터인 Hélène Gordon-Lazareff는 1949년에 바르도를 "주니어" 패션 모델로 고용했다. 1950년 3월 8일, 15세 바르도가 엘르 표지에 등장하여 감독 마크 알레그레로부터 영화 '레 로리에 손 쿠페'의 연기 제안을 받았다. 그녀의 부모님은 그녀가 배우가 되는 것을 반대했지만, 그녀의 할아버지는 "이 어린 소녀가 창녀가 되려면 영화가 원인이 될 수 없다"며 지지해 주셨습니다 오디션에서 바르도는 로저 바딤을 만났고, 나중에 그녀가 그 역할을 맡지 못했다고 통보했다. 그들은 결국 사랑에 빠졌는데 그녀의 부모님은 그들의 관계에 격렬하게 반대했다. 그녀의 아버지는 어느 날 저녁 그녀에게 그녀가 영국에서 학업을 계속할 것이며, 다음 날 기차표를 사주겠다고 발표했다. 바르도는 화덕에 머리를 넣고 불을 지르며 화덕에 머리를 박았고, 부모님이 그녀를 막고 결국 바딤과 18세에 결혼하는 조건으로 관계를 받아들였다.

### 젊은 시절
활동 당시엔 미국에 MM이 있고 이탈리아에 CC가 있다면 프랑스에는 BB가 있다는 말이 돌아다닐 만큼 유명한 섹시심벌이었으며 본인 입으로 "나는 젊은 시절에 하루라도 남자가 없으면 잠을 못 잤다"고 말했을 만큼 엄청난 남성편력을 자랑했다. 이는 후술할 친부의 아동 학대의 영향인 듯하지만 결국 남자와 잠자리를 해도 아름다움과 명성을 얻어도 행복하지 않았다고 한다.

### 전성기
전성기 때 키는 166cm에 쓰리 사이즈는 36(B)-20-35로 10대 시절에는 거의 18인치에 가까운 허리를 지녔으며 그 때문에 염문도 많이 뿌렸는데 그 중에서도 세르쥬 갱스부르와 했던 연애는 꽤 유명하다.
배우로는 장 뤽 고다르의 《경멸》이라든가 《그리고 신은 여성을 창조했다》 같은 걸작 영화에도 출연했다. 공식적으로 처음 비키니를 입은 영화배우로 알려져 있으며 프랑스 외에 유럽과 미국에서도 미녀로 인지도가 있다. 가수 활동은 주로 세르주 갱스부르의 곡을 받아 프랑스를 비롯한 유럽에서 히트를 쳤다. 프랑스의 국민 여배우이자 여신인 이자벨 아자니의 데뷔 초기 수식어가 '제2의 브리지트 바르도'였으니 사실상 말 다 한 셈이다.

### 청년기
청년기에도 이런 이미지(좋게 말하면 당돌함)였다. 한국에선 그녀가 이러한 행동을 보인 가장 큰 이유가 제법 부잣집에서 태어나 고생 없이 자라 어릴 적부터 고집이 셌다고 알려졌지만 실은 보수적인 가톨릭 가정에서 자랐는데 이마저도 친부의 근검성실한 가톨릭 정신을 빙자한 아동 학대에 지속적으로 노출되어 불안정한 정신상태 때문에 어릴 적부터 친구를 사귀지 못했다. 어릴 적 그녀가 꽃병을 실수로 깨뜨렸는데 그녀의 친부가 잘못하지 않은 그녀의 자매까지 연대책임으로 20번이나 채찍질해 거의 절연 수준으로 자신의 자매에게 원망을 산 적이 있으며 그녀가 자신에게 반항하면 오븐에 어린아이였던 그녀의 머리를 밀어넣어 화상까지 입히려고 한 적도 있었다. 조부도 정상과 좀 거리가 멀었는데 그녀가 배우가 되려고 했을 때 지지해 줬긴 했지만 '이 애가 창녀가 된다면 배우가 원인은 아니겠지'라는 훈육에 전혀 좋지 않은 이상한 단어를 쓴 적이 있다. 결국 그녀의 친부가 그녀에게 한 번도 자상한 아버지가 되지 않고 1975년에 사망하여 트라우마의 봉합이 어렵게 되었다.
다행히 그녀의 친모는 그녀를 지지했으며 성격적인 문제도 없었지만 이마저도 친부의 가정폭력을 막기에는 역부족이었으며 친부가 사망한 지 3년이 지난 1978년에 사망했다. 그녀는 유일하게 아무 조건없이 자신에게 다정하던 "어머니"라는 존재가 사라진 것에 대해 매우 충격을 받고 원래도 제정신은 아니던 그녀의 건강은 더 악화되었으며 몰상식한 기행을 일삼기 시작했다.

### 은퇴 이후
배우 시절에는 사생활 문제 빼면 별 비난거리도 없었으나 은퇴한 뒤부터 사람이 아예 바뀌었다. 이로 인해 영화계와 연락을 일체 끊고 지냈는데 정황상 그녀 쪽에서 먼저 끊거나 영화계가 먼저 그녀를 외면할 만한 원인을 제공했을 가능성이 높다. 지금은 노망난 노친네 취급을 받지만 만약 그녀의 친부와 조부가 정상적인 사람들이었고 어린 시절 학대받지 않았다면 그녀가 아무리 미쳐봤자 이렇게까지 정신나간 사람이 되지 않았을 거란 말이 많다.

## 출연 작품
| 연도 | 제목                                  | 원제                                            | 배역                | 비고   |
| ---- | ------------------------------------- | ----------------------------------------------- | ------------------- | ------ |
| 1952 |                                       | Le Trou normand                                 | 자보트 르무안       |        |
| 1952 |                                       | Manina, la fille sans voile                     | 마니나              |        |
| 1952 |                                       | Les dents longues                               | 신부 하객           |        |
| 1953 |                                       | Le Portrait de son père                         | 도미노              |        |
| 1953 | 사랑의 총구                           | Un acte d'amour                                 | 미미                |        |
| 1954 | 만일 베르사유에서 내게 이야기했더라면 | Si Versailles m'était conté                     | 마드무아젤          |        |
| 1954 | 트라디타                              | Tradita                                         | 안나                |        |
| 1955 |                                       | Le Fils de Caroline chérie                      | 필라르              |        |
| 1955 | 미래 스타                             | Futures vedettes                                | 소피                |        |
| 1955 | 괴짜의사                              | Doctor at Sea                                   | 엘렌 콜베르         |        |
| 1955 | 위대한 사랑                           | Les grandes manoeuvres                          | 뤼시                |        |
| 1955 | 나는 밤을 싫어한다                    | La Lumière d'en face                            | 올리비아 마르소     |        |
| 1956 | 트로이의 헬렌                         | Helen of Troy                                   | 안드라스테          |        |
| 1956 | 거룩한 말괄량이                       | Cette sacrée gamine                             | 브리지트 라투르     |        |
| 1956 | 폭군 네로                             | Mio figlio Nerone                               | 포파이아            |        |
| 1956 | 데이지 따기                           | En effeuillant la marguerite                    | 아녜스 뒤몽         |        |
| 1956 | 그리고 신은 여자를 창조했다           | Et Dieu créa la femme                           | 쥘리에트 아르디     |        |
| 1956 |                                       | La Mariée est trop belle                        | 카트린 라보 / 슈슈  |        |
| 1957 | 당신 미안해요                         | La Parisienne                                   | 브리지트 로리에     |        |
| 1958 | 불행한 경우                           | En cas de malheur                               | 이베트 모데         |        |
| 1958 | 위험한 사랑                           | Les bijoutiers du clair de lune                 | 우르술라            |        |
| 1959 |                                       | Le Testament d'Orphée                           | 본인                | 카메오 |
| 1959 | 진실                                  | La Vérité                                       | 도미니크 마르소     |        |
| 1961 | 지금은 안돼요!                        | La Bride sur le cou                             | 소피                |        |
| 1961 |                                       | Les Amours célèbres                             | 아그네스 베르나워   |        |
| 1962 | 사생활                                | Vie privée                                      | 질                  |        |
| 1962 | 러브 온 필로우                        | Le Repos du guerrier                            | 준비에브 르텔       |        |
| 1963 | 경멸                                  | Le Mépris                                       | 카미유 자발         |        |
| 1964 |                                       | Une ravissante idiote                           | 퍼넬러피 라이트페더 |        |
| 1965 | 내 사랑 비비                          | Dear Brigitte                                   | 본인                |        |
| 1965 | 비바 마리아!                          | Viva Maria!                                     | 마리아 2세          |        |
| 1966 |                                       | Marie Soleil                                    | 본인                |        |
| 1966 | 남성/여성                             | Masculin, féminin                               | 여배우              |        |
| 1967 | 세시르의 환희                         | À coeur joie                                    | 세시르              |        |
| 1968 | 죽음의 영혼                           | Histoires extraordinaires                       | 주세피나            |        |
| 1968 | 샬라코                                | Shalako                                         | 백작부인            |        |
| 1969 | 여자들                                | Les Femmes                                      | 클라라              |        |
| 1970 | 곰과 인형                             | L'Ours et la Poupée                             | 펠리시아            |        |
| 1970 | 사랑의 앰블런스                       | Les Novices                                     | 아녜스              |        |
| 1971 | 죽음의 영혼                           | Boulevard du Rhum                               | 린다 라뤼           |        |
| 1971 | 후렌치킹의 후예                       | Les Pétroleuses                                 | 루이즈              |        |
| 1973 | 돈 쥬앙 73                            | Don Juan 1973 ou Si Don Juan était une femme... | 잔                  |        |

## 수상 경력

### 수상 및 후보작
- 제12회 프랑스 영화 승리 (프랑스 영화 승리) (1957): 여우주연상, '그리고 신이 창조한 여인'에서 줄리엣 하디 역으로 승리했다.
- 제11회 밤비 어워즈 (1958): 여우주연상, 후보 지명, 영화 <그리고 신이 창조한 여인>의 줄리엣 하디 역.
- 제14회 빅투아르 뒤 시네마 프랑세 (1959): 역경 속 이베트 모데 역으로 여우주연상 수상.
- 브뤼셀 유럽 어워드 (1960): 여우주연상 수상, 진실의 도미니크 마르소 역.
- 제5회 다비드 디 도나텔로 어워드(1961): 최우수 여우주연상 수상, 진실의 도미니크 마르소 역.
- 프랑스 영화 아카데미(1966)의 제12회 에투알 드 크리스탈(크리스탈 스타): 비바 마리아에서 마리 피츠제럴드 오말리 역으로 여우주연상 수상!
- 제18회 밤비 어워드(1967): 밤비 인기상, 수상.
- 제20회 BAFTA 어워드(1967): 비바 마리아에서 마리 피츠제럴드 오말리 역으로 BAFTA 여우주연상, 후보에 올랐다.

### 명예
- 1980년: 트리에스테 시 훈장.
- 1985년: 명예의 군단. 릴 시 훈장.
- 1989년: 인도주의 공로 평화상.
- 1992년: 유엔 환경 계획의 글로벌 500대 명예의 전당 헌액. 제네시스 어워드의 일환으로 할리우드에서 브리짓 바르도 국제상을 수상했다.
- 1994년: 파리 시 훈장.
- 1995년: 생트로페 시 훈장.
- 1996년: 라 보울 시 훈장.
- 1997년: 그리스의 유네스코 생태상. 아테네 시 훈장.
- 1999년: 소행성 17062 바르도는 그녀의 이름을 따서 명명되었다.
- 2001년: PETA 인도주의상.
- 2008년: 스페인 알타리바 재단 상.
- 2017년: 그녀를 기리기 위해 생트로페 중앙에 700킬로그램(1,500파운드)과 2.5미터(8.2피트) 높이의 동상이 세워졌다.
- 2019년: 벨기에 동물 권리 보호 협회로부터 받은 GAIA 평생 공로상.
- 2021년: 생트로페의 그녀의 초상화는 각각 23.75캐럿의 금박 1400장으로 장식되어 있었다.